# Delia longicauda
Delia longicauda este o specie de muște din genul Delia, familia Anthomyiidae. A fost descrisă pentru prima dată de Gabriel Strobl în anul 1898. Conform Catalogue of Life specia Delia longicauda nu are subspecii cunoscute.